# Psychotria tubulocubensis
Psychotria tubulocubensis är en måreväxtart som beskrevs av Ined.. Psychotria tubulocubensis ingår i släktet Psychotria och familjen måreväxter. Inga underarter finns listade i Catalogue of Life.